# Kauno tiltai

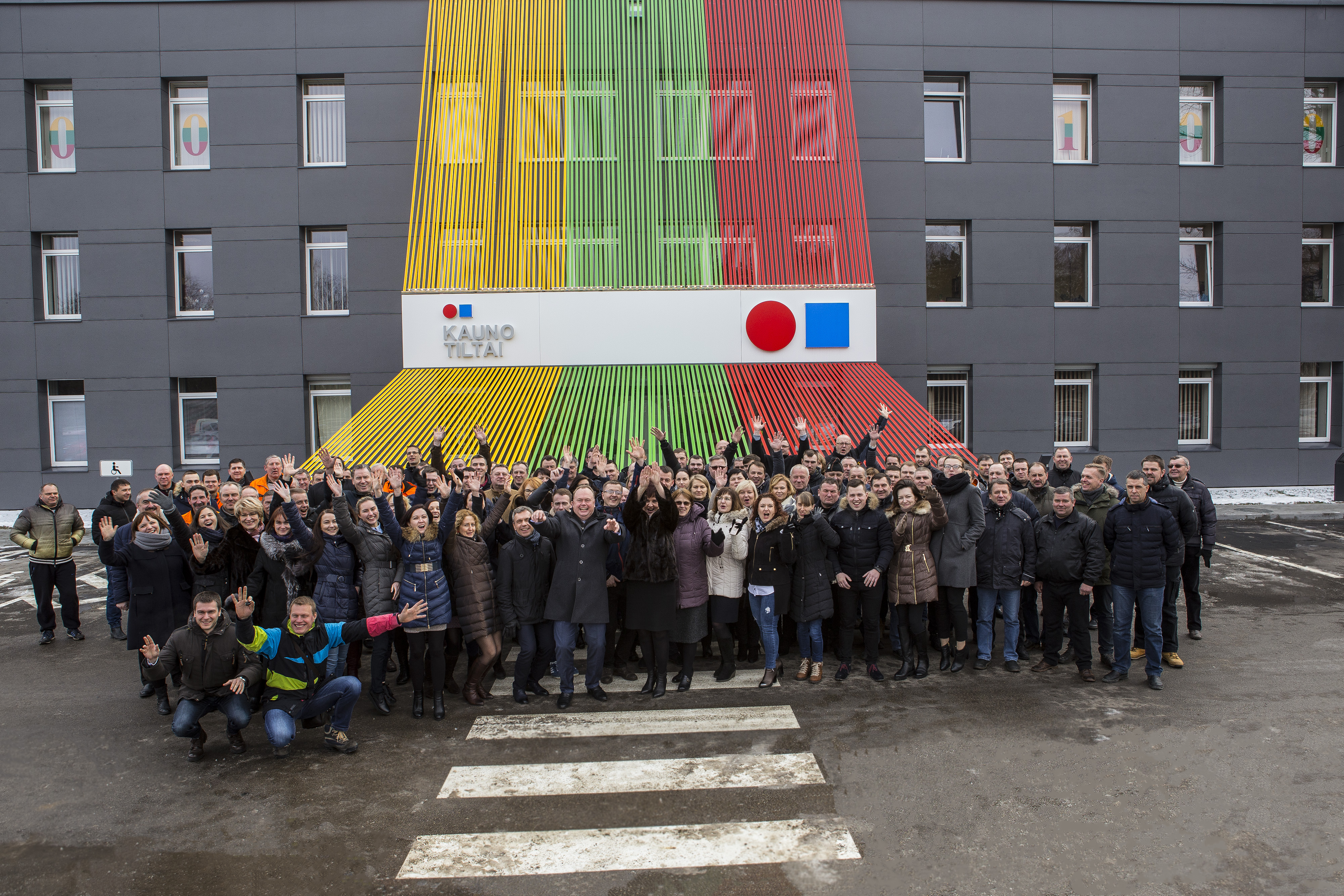
Mitarbeiter beim Fest vom 16. Februar 2018 (100 Jahre dem Akt der Unabhängigkeitserklärung Litauens)

AB Kauno tiltai ist das größte litauische Landstraßen-Bauunternehmen. Es hat den Sitz in Kaunas. Kauno tiltai beschäftigt ca. 800 Mitarbeiter (etwa 1000 in den Jahren 2006–2011), davon 200 Ingenieure. 2012 erzielte das Unternehmen den Umsatz von 423,124 Mio. Litas (122,5 Mio. Euro) und im Jahr 2016 etwa 130,32 Mio. Euro und den Gewinn von 10,53 Mio. Euro.
Seit April 2011 gehört „Kauno tiltai“ zur Infrastrukturbau-Unternehmensgruppe „Trakcja-Tiltra“ in Polen. Der Hauptaktionär von „Trakcja-Tiltra“ ist „Comsa Emte“, achtgrößtes Bauunternehmen in Spanien.
Tätigkeitsbereiche sind: Straßenbau, Brücken und Überführungen (Viadukte), Hafenbau, Flughäfenbau, Eisenbahnenbau, Tunnelbau, Netzbau in der Energiewirtschaft, Deponiebau. Jährlich hat das Unternehmen bis zu 300 verschiedene Projekte in Litauen. Für die Qualitätssicherung hat es ein eigenes zertifiziertes Labor.

## Geschichte
1949 gründete man das Unternehmen „Kelių statybos rajonas Nr. 1“. Es war die erste Bauorganisation im System vom Verkehrsministerium Litauens. Das Unternehmen hatte nur 10 Baumaschinen und 160 Mitarbeiter. 1956 baute das Unternehmen die erste Brücke in Jonava (über den Fluss Neris).
Im Juni 2018 fanden die Arbeiter von "Kauno tiltai" in der Laisvės alėja einen Schatz (749 Münzen vom 16. Jahrhundert) im Wert von 40.650 Euro. Das Unternehmen verzichtete auf die gesetzliche Vergütung von über 10.000 Euro. Die mittelalterlichen Münzen (manche gefertigt in den Jahren 1567, 1569, 1570) wurden dem Nationalen Čiurlionis-Museum in Kaunas übergeben.